# Donimierz, West Pomeranian Voivodeship
Donimierz [dɔˈnimjɛʂ] là một khu định cư ở khu hành chính của Gmina Biały Bór, thuộc hạt Szczecinek, West Pomeranian Voivodeship, ở phía tây bắc Ba Lan. Nó nằm khoảng 5 kilômét (3 mi) phía đông Biały Bór, 26 km (16 mi) về phía đông bắc của Szczecinek và 163 km (101 mi) về phía đông của thủ đô khu vực Szczecin.
Trước năm 1945, khu vực này là một phần của Đức. Đối với lịch sử của khu vực, xem Lịch sử của Pomerania.